# Sergej Nikolaevič Kolosov
Sergej Nikolaevič Kolosov (in russo Серге́й Никола́евич Ко́лосов?; Mosca, 27 dicembre 1921 – Mosca, 11 febbraio 2012) è stato un regista sovietico.

## Filmografia parziale

### Regista
- Kubinskaja novella (1962)
- Vyzyvaem ogon' na sebja (1964)
- Pomni imja svoё (1974)
- Mat' Marija (1982)